# Kamin-Kasjyrskyj rajon
Kamin-Kasjyrskyj rajon (ukrainsk: Камінь-Каширський район, tr. Kamin-Kasjyrskyj rajon) er en af 4 rajoner i Volyn oblast i Ukraine. Kamin-Kasjyrskyj rajon er beliggende mod nordøst i oblasten. Mod nord grænser rajonen op til Brest voblast i Hviderusland.
Ved Ukraines administrative reform fra juli 2020 blev Kamin-Kasjyrskyj udvidet med andre nærtliggende rajoner, ligesom byen Kamin-Kasjyrskyj indgik i rajonen. Det samlede befolkningstal for Kamin-Kasjyrskyj er dermed 132.400.
Den første del af rajonens navn er ordet Kamin med tryk på første stavelse, som på både ukrainsk ("Камінь"), polsk ("Kamień") og russisk ("Камень") betyder "sten", evt. "kampesten". Grundlæggeren af byen Kamin-Kasjyrskyj anses for at være fyrst Roman Mstislavovitj, der byggede en fæstning på stedet omkring år 1200. Det andet led i byens/rajonens navn forekommer hos de litauiske fyrster Sangushko-Kashyrskij, i hvis besiddelse byen havnede i begyndelsen af 1400-tallet. Vojvod Adam Sangushko-Kashyrskij var den sidste af denne slægt. Han grundlagde et dominikansk kloster i Kamin-Kasjyrskyj i 1628, hvoraf kapellet og en klosterkirke i en genopbygget version endnu kan ses i byen.